# Melissa Roxburgh
Melissa Roxburgh (* 10. prosince 1992, Vancouver, Britská Kolumbie, Kanada) je kanadská herečka. Proslavila se rolemi ve filmech Deník malého poseroutky 2 a Deník malého poseroutky 3. Od roku 2018 hraje hlavní roli v seriálu Manifest.

## Filmografie

### Film
| Rok  | Název                         | Role            | Poznámky            |
| ---- | ----------------------------- | --------------- | ------------------- |
| 2011 | Deník malého poseroutky 2     | Rachael         |                     |
| 2012 | Deník malého poseroutky 3     | Heather Hills   |                     |
| 2014 | Leprechaun: Origins           | Jeni            |                     |
| 2015 | Sorority Murder               | Carly           |                     |
| 2016 | Star Trek: Do neznám          | Ensign Syl      |                     |
| 2016 | 2BR02B: To Be or Naught to Be | Leora Duncan    | krátkometrážní film |
| 2016 | Lost Solace                   | Azaria          |                     |
| 2018 | In Got I Trust                | Mya Matheson    |                     |
| 2020 | I Still Believe               | Heather Henning |                     |

### Televize
| Rok       | Název                    | Role           | Poznámky                                |
| --------- | ------------------------ | -------------- | --------------------------------------- |
| 2012      | Big Time Movie           | princezna      | TV film                                 |
| 2012      | Lovci duchů              | Lila Taylor    | díl: „Time After Time“                  |
| 2012–2013 | Arrow                    | Blake          | díly: „Šrámy“ a „Důvěřuj, ale prověřuj“ |
| 2013      | Rita                     | Grace          | TV film                                 |
| 2014      | Supernatural: Bloodlines | Violet Duval   | neprodaný televizní pilotní díl         |
| 2015      | Voják 4: Pohyblivý terč  | Olivia Tanis   | TV film                                 |
| 2016      | Legends of Tomorrow      | Betty Seaver   | díl: „Night of the Hawk“                |
| 2017–2018 | Valor                    | Thea           | hlavní role, 13 dílů                    |
| 2017      | Cestovatelé časem        | Carrie         | díl: „17 Minutes“                       |
| 2018–2023 | Manifest                 | Michaela Stone | Main role                               |